# Дементьев, Виктор Евгеньевич
Ви́ктор Евге́ньевич Деме́нтьев (род. 4 августа 1948) — советский и российский экономист, член-корреспондент РАН (2016), лауреат премии имени В. С. Немчинова (2014).

## Биография
В 1972 году окончил экономический факультет МГУ, затем учился в аспирантуре ЦЭМИ РАН.
С 1975 года работает в ЦЭМИ РАН, в настоящее время — заведующий лабораторией механизмов финансово-промышленной интеграции, заместитель директора.
В 1999 году защитил докторскую диссертацию, тема: «Стратегическая роль финансово-промышленных групп и их государственное регулирование в российской экономике».
В 2016 году избран членом-корреспондентом РАН.

## Научная деятельность
Некоторые работы посвящены теории оптимального функционирования экономики. В них анализируются свойства экономических оценок ресурсов, возможности децентрализации управления экономическими процессами на основе этих оценок. Условия устойчивости натурально-вещественных показателей оптимальных траекторий и их оценок при изменении горизонта планирования были установлены В. Е. Дементьевым в его кандидатской диссертации.
Разработчик концепции экономической квазиинтеграции, в соответствии с которой формирование бизнес-групп благоприятствует раскрытию экономического потенциала участников, снимает препятствия к этому (запирающие эффекты), существующие как при рыночной, так и при государственной координации экономической деятельности. Обосновал существенную роль активной промышленной политики для реализации созидательного потенциала финансово-промышленных групп. На основе обобщения зарубежного опыта раскрыл основы стратегических преимуществ таких групп, связанные с составом акционеров группирующихся предприятий, со сравнительно высокой долей заемных средств финансирования промышленных проектов группы.
Занимается разработкой теоретических проблем промышленной политики таких, как селективная и универсальная промышленная политика в современных условиях, сравнительные возможности разных типов финансовых систем, ловушка технологических заимствований и условия её преодоления, повышение эффективности государства в качестве акционера российских компаний.
Специалист в области институциональной экономики и теории экономического развития. Им показана сложная взаимосвязь крупных корпораций, малого и среднего бизнеса, государственных институтов в обеспечении процесса технико-экономического развития, меняющаяся на разных фазах длинной волны в экономике в зависимости от потребностей роста нового технологического уклада.
Читает лекции в МГУ, в Государственном академическом университете гуманитарных наук, профессор кафедры экономической теории РЭУ имени Г. В. Плеханова. Под его руководством подготовлены и защищены 1 докторская и 13 кандидатских диссертаций.
Главный редактор журнала «Экономика и математические методы» (с 2022), член редколлегий «Российского журнала менеджмента», «Российского экономического журнала» и «Журнала новой экономической ассоциации», трех диссертационных советов, член Президиума ВАК при Минобрнауки России.

## Награды
- Медаль ордена «За заслуги перед Отечеством» II степени (13 июня 2024 года) — за заслуги в научной деятельности и многолетнюю добросовестную работу[2]
- Премия имени В. С. Немчинова (2014) — за цикл работ по долгосрочной динамике инвестиционных процессов

## Сочинения
Автор 238 научных работ, из них 19 монографий, в том числе 1 личной — «Структура корпоративной системы и длинные волны в экономике», 1 авторской — «Стратегические предпосылки модернизации и инновационного развития российской экономики», 3 учебных пособия в соавторстве и 2 учебника в соавторстве.
- Длинные волны экономического развития и финансовые пузыри — М.: ЦЭМИ РАН, 2009.
- Структура корпоративной системы и длинные волны в экономике. — М.: ЦЭМИ РАН, 2011.